# Sanem
Ne doit pas être confondu avec Sassenheim.
Sanem (en luxembourgeois : Suessem  et en allemand : Sassenheim) est une localité luxembourgeoise et une section de la commune portant le même nom située dans le canton d'Esch-sur-Alzette.

## Géographie

### Sections de la commune
- Belvaux (siège de l'administration communale)
- Ehlerange
- Sanem
- Soleuvre

### Communes limitrophes
- Differdange
- Käerjeng
- Dippach
- Reckange-sur-Mess
- Mondercange
- Esch-sur-Alzette

### Voies de communication et transports
La commune est travers par l'autoroute A13 et par la route nationale N32.
Sanem est desservie par le Transport intercommunal de personnes dans le canton d'Esch-sur-Alzette (TICE) et par le Régime général des transports routiers (RGTR). Elle opère un service « City-Bus » sur réservation, le « Ruffbus Sanem ».
La commune est desservie par la gare de Bascharage - Sanem située sur le territoire de sa voisine Käerjeng.

## Toponymie
Sassenheim, forme longue de Sanem (qui n'est qu'une contraction tardive de Sassenheim), pourrait bien être un ancien Sachsenheim, c'est-à-dire un de ces lieux où vivaient des Saxons après y avoir été déportés et fixés par Charlemagne qui cherchait ainsi à briser la résistance farouche qu'opposait ce peuple à la christianisation et à la domination carolingienne.

## Politique et administration

### Liste des bourgmestres
| Identité                             | Période          | Période          | Durée                    | Étiquette |
| Identité                             | Début            | Fin              | Durée                    | Étiquette |
| ------------------------------------ | ---------------- | ---------------- | ------------------------ | --------- |
| Roger Krier (d) (1910 - 1992)        | 1966             | 1980             | 14 ans                   | LSAP      |
| Mathias Greisch (d) (1930 - 2013)    | 1980             | 1997             | 17 ans                   | LSAP      |
| Fred Sunnen (1939 - 2014)            | 1997             | 10 novembre 2005 | 8 ans                    | CSV       |
| Georges Engel (né en 1968)           | 11 novembre 2005 | 12 juillet 2020  | 14 ans, 8 mois et 1 jour | LSAP      |
| Simone Asselborn-Bintz (née en 1966) | 13 juillet 2020  | En cours         | 4 ans, 8 mois et 1 jour  | LSAP      |

## Population et société

### Démographie
L'évolution du nombre d'habitants est connue à travers les recensements de la population effectués dans le pays depuis 1821. Les recensements décennaux de la population permettent de caler les chiffres sur la composition de la population par sexe, âge, nationalité et commune de résidence. Entre deux recensements, la population au 1er janvier de l’année {\displaystyle x} est évaluée en ajoutant à la population au 1er janvier de l’année {\displaystyle x-1} les soldes naturel (naissances {\displaystyle -} décès) et migratoire (arrivées {\displaystyle -} départs) de l'année. La même méthode est appliquée pour la répartition par âge au 1er janvier et les effectifs totaux par nationalité. Depuis le 1er septembre 2023, le Luxembourg dénombre 100 communes.
Au 1er janvier 2024, la commune comptait 18 532 habitants.
| 1821  | 1851  | 1871  | 1880  | 1890  | 1900  | 1910  | 1922  | 1930  |
| ----- | ----- | ----- | ----- | ----- | ----- | ----- | ----- | ----- |
| 1 096 | 1 275 | 1 289 | 1 460 | 1 749 | 1 877 | 2 339 | 2 356 | 4 690 |

| 1935  | 1947  | 1960  | 1970   | 1978   | 1979   | 1981   | 1983   | 1984   |
| ----- | ----- | ----- | ------ | ------ | ------ | ------ | ------ | ------ |
| 4 700 | 4 468 | 7 021 | 10 078 | 11 213 | 11 119 | 11 162 | 11 160 | 11 180 |

| 1985   | 1986   | 1987   | 1988   | 1989   | 1990   | 1991   | 1992   | 1993   |
| ------ | ------ | ------ | ------ | ------ | ------ | ------ | ------ | ------ |
| 11 170 | 11 170 | 11 120 | 11 132 | 11 159 | 11 287 | 11 554 | 11 729 | 12 003 |

| 1994   | 1995   | 1996   | 1997   | 1998   | 1999   | 2000   | 2001   | 2002   |
| ------ | ------ | ------ | ------ | ------ | ------ | ------ | ------ | ------ |
| 12 043 | 12 170 | 12 332 | 12 639 | 12 676 | 12 770 | 12 859 | 13 041 | 13 276 |

| 2003   | 2004   | 2005   | 2006   | 2007   | 2008   | 2009   | 2010   | 2011   |
| ------ | ------ | ------ | ------ | ------ | ------ | ------ | ------ | ------ |
| 13 505 | 13 705 | 13 898 | 14 032 | 14 071 | 14 228 | 14 255 | 14 421 | 14 470 |

| 2012   | 2013   | 2014   | 2015   | 2016   | 2017   | 2018   | 2019   | 2020   |
| ------ | ------ | ------ | ------ | ------ | ------ | ------ | ------ | ------ |
| 14 619 | 14 832 | 15 047 | 15 415 | 15 748 | 16 136 | 16 780 | 17 277 | 17 550 |

| 2021   | 2022   | 2023   | 2024   | - | - | - | - | - |
| ------ | ------ | ------ | ------ | - | - | - | - | - |
| 17 895 | 17 949 | 18 333 | 18 532 | - | - | - | - | - |

Pour des raisons techniques, il est temporairement impossible d'afficher le graphique qui aurait dû être présenté ici.

## Culture locale et patrimoine

### Héraldique, logotype et devise

Logo utilisé jusqu'en septembre 2018.

| Blason de Sanem | Blason  |                                                   |
| Blason de Sanem | Détails | Armoiries de la commune luxembourgeoise de Sanem. |